# Martirio di san Sebastiano (Guercino)
Martirio di san Sebastiano è un dipinto a olio su tela (107x91 cm) realizzato dal Guercino intorno al 1632/1643 e conservato in una collezione privata.

## Storia
L'attore italoamericano Federico Castelluccio, insieme a un altro collezionista, acquistò la tela nel 2010 per la somma di settantamila dollari. La casa d'aste tedesca descriveva la tela come l'opera di un ignoto pittore italiano del XVIII secolo. L'opera in seguito fu identificata come una tela del Guercino da studiosi quali David M. Stone e Nicholas Turner, mentre gli studi ai raggi X confermarono una datazione che si colloca nei primi anni 1630.
La tela è stata esposta per la prima volta al pubblico nel 2014 nella mostra «San Sebastiano. Bellezza e integrità nell'arte tra Quattrocento e Seicento», curata da Vittorio Sgarbi e Antonio D'Amico al Castello di Miradolo, nel torinese. Successivamente, la tela è stata data in prestito al Princeton University Art Museum per un anno tra il 2015 al 2016.